# Simon Billy
Pour les articles homonymes, voir Billy.
Simon Billy, né le 5 décembre 1991 à Montpellier, est un skieur de vitesse français. Le 22 mars 2023 à Vars, il établit un nouveau record du monde à 255,50 km/h.

## Biographie
Il est le fils du skieur de vitesse Philippe Billy, ancien recordman du monde à 243,902 km/h. Simon rêve de battre le record du monde depuis son plus jeune âge, il skie sur les traces de son père qui l'entraîne pour atteindre son objectif. Il vit à Vars dans les Hautes-Alpes, où se trouve la piste la plus rapide du monde sur laquelle le 22 mars 2023, il établit un nouveau record du monde à 255,50 km/h. 
Son frère cadet, Louis (dont le record personnel est de 241,125 km/h), fait aussi partie du staff technique.

## Résultats
Recordman du monde et champion du monde 2023 avec une vitesse de 255.50 km/h. 

### Championnats du monde
- 2013 (Vars) :  Médaillé de bronze
- 2019 (Vars) :  Médaillé d'argent
- 2022 (Vars) :  Médaillé d'or
- 2023 (Vars) :  Médaillé d'or
- 2024 (Vars) :  Médaillé d'or
- 2025 (Vars) :  Médaillé d'or

### Championnats du monde Juniors
- 2009 (Vars) :  Médaillé d'or

### Coupe du monde
- 1er podium chez les seniors en 2013 à Verbier
- 1re victoire en 2019 à Vars
- Classement général 2018/2019 :  médaillé de bronze
- Classement général 2019/2020 :  médaillé d'argent
- Classement général 2020/2021 :  médaillé d'or[4]
- Classement général 2021/2022 :  médaillé d'argent[5]

| Catégorie | Médaille d'or | Médaille d'argent | Médaille de bronze | Total |
| --------- | ------------- | ----------------- | ------------------ | ----- |
| Speed One | 6             | 10                | 5                  | 21    |

| #  | Date       | Lieu       |
| -- | ---------- | ---------- |
| 01 | 26-03-2019 | Vars       |
| 02 | 11-03-2021 | Idre Fjäll |
| 03 | 12-03-2021 | Idre Fjäll |
| 04 | 13-03-2021 | Idre Fjäll |
| 05 | 10-03-2022 | Idre Fjäll |
| 06 | 11-03-2022 | Idre Fjäll |

### Championnats  de France
- Champion de France en 2018 et 2022
- Vice-Champion de France en 2012 et 2013